# 截吻黑線岩鱸
截吻黑線岩鱸，為輻鰭魚綱鱸形目鱷鱚亞目叉齒鱚科的其中一種，分布於中西大西洋海域，屬深海魚類，體長可達5.1公分。